# Vlăduța, Argeș
Vlăduța este un sat în comuna Buzoești din județul Argeș, Muntenia, România.